# Asociación Nacional de Periodistas Hispanos
La Asociación Nacional de Periodistas Hispanos (NAHJ, por sus siglas en inglés) es una organización radicada en Washington dedicada al reconocimiento de periodistas hispanos en Estados Unidos y Puerto Rico. Fue creada en 1984.
La NAHJ tiene aproximadamente 2300 miembros, incluidos periodistas en activo, estudiantes de periodismo, otros profesionales relacionados con los medios y profesores de periodismo.
Su actual presidente (2010-2012) es Michele Salcedo, editora de The Associated Press.
Bajo el mandato de Juan González (2002-2004), la NAHJ creó el Proyecto Paridad.

## Capítulos profesionales
- Atlanta
- Austin
- Charlotte
- Dallas/Fort Worth
- Denver
- New England
- New Mexico
- New York City
- N.C. Triangle Chapter
- Nothern New Jersey
- Oklahoma
- Orlando
- Philadelphia, PA.
- Rio Grande Valley
- South Florida
- Southwest Florida
- Washington D. C.

## Capítulos estudiantiles
- Arizona State
- Brooklyn College
- California State University, Long Beach
- Columbia College Chicago
- Columbia University
- Florida International University
- Lehman College
- Northwestern University
- Stony Brook University
- Syracuse University
- Texas State University
- University of Arizona
- University of California, Los Angeles
- University of Houston
- University of Illinois Urbana - Champaign
- University of Missouri - Columbia
- Universidad de Puerto Rico
- University of Texas at El Paso
- University of Texas Pan-American